# Родина (отель)
Гранд отель «Родина» (Rodina Grand Hotel & SPA) — пятизвёздочный отель, расположенный в центральной районе города Сочи.

## История
В 1936 году на месте, где сейчас находится отель «Родина», были построены деревянные домики дачного типа санатория «Госбанк». С началом Великой Отечественной войны санаторий был реорганизован в эвакогоспиталь № 2130, а после её завершения, возобновил свою работу. В послевоенные годы в Сочи ударными темпами вводились в строй новые «здравницы», в 1946 году началось строительство главного корпуса санатория. Стройка шла 4 года и к 1950 году отель был открыт. До 1957 года санаторий неоднократно переименовывался и имел такие названия как «Аэрофлот» и «Крылья советов». В 1957 г. постановлением Минздрава РСФСР он был переименован в санаторий «Россия». В 1963 году закончено строительство береговых сооружений, волноотбойной стены, набережной, павильонов, плавательного бассейна.
Построенный в стиле сталинского классицизма, он расположился в прибрежной зоне на Виноградной улице, в так называемой «правительственной» части города Сочи. Санаторий становится излюбленным местом партийной элиты, здесь любили отдыхать первые лица советской интеллигенции, известные спортсмены и герои труда. Так, например, «Россию» любил посещать Юрий Алексеевич Гагарин.
11 июня 2006 года санаторий был полностью реконструирован, получил новый статус бутик-отеля и новое имя «RODINA Grand Hotel & SPA». В нем проходили такие события, как презентация заявок Сочи на проведение зимних Олимпийских Игр в 2014 году, прием игр Чемпионата мира по футболу в 2018 году, а также подписание соглашения между Правительством Российской Федерации и Formula 1 на проведение заездов Formula 1 в Сочи на протяжении 6 лет, начиная с 2014 года. Здесь проводилась встреча министра иностранных дел России Сергея Лаврова и Керри. Свадьба пресс-секретаря президента России Пескова и фигуристки Татьяны Навки проходила именно в Rodina Grand.

## Награды
По данным Ростуризма в 2010 и 2011 гг. отель был признан лучшим в России, в 2012 и 2014 гг. вошел в список лучших отелей в российских городах по мнению экспертов CN Traveller, а также является победителем в номинации Russia’s Leading Hotel 2012 World Travel Awards.

## Фотографии

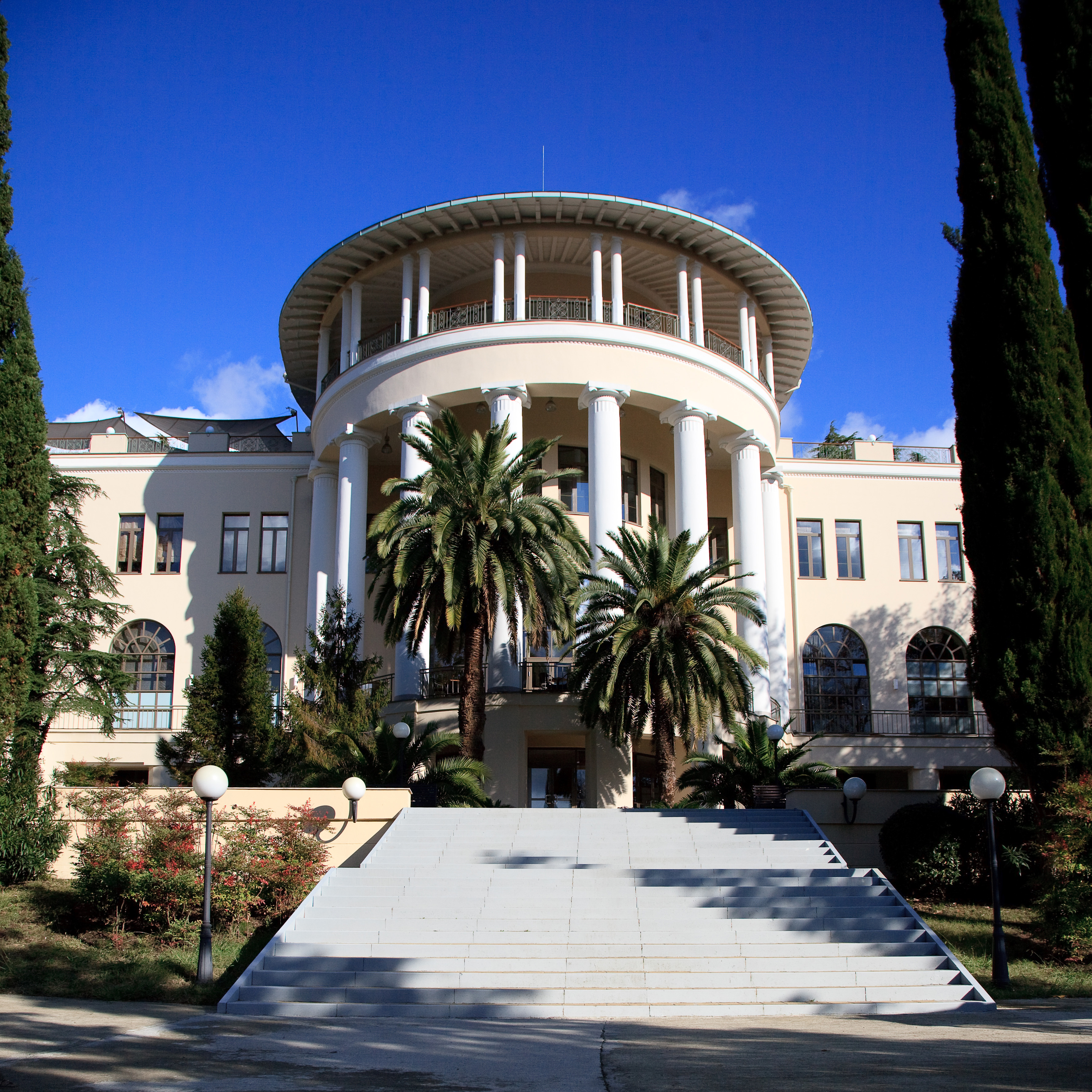
Вид со стороны парка
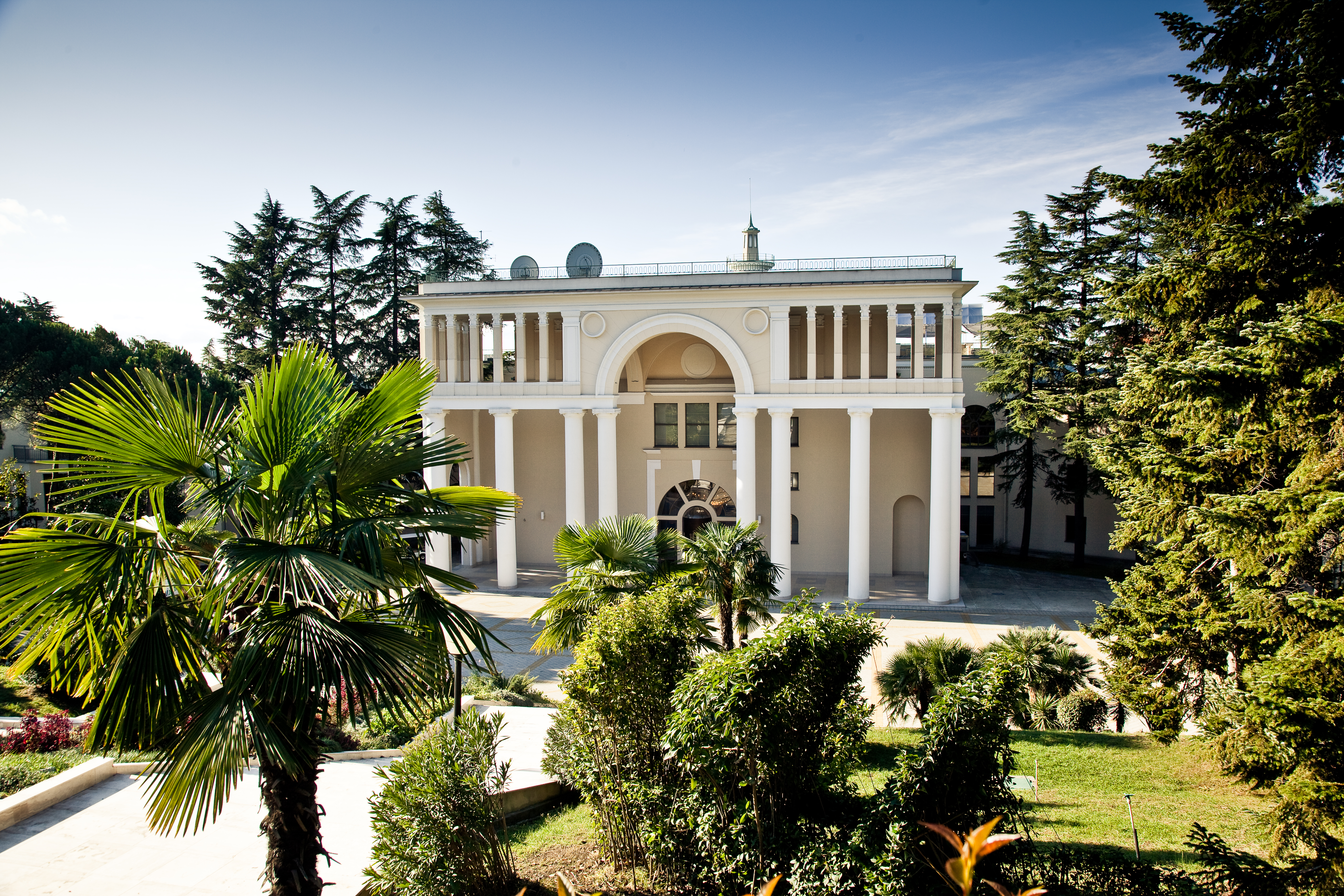
Парадный вход
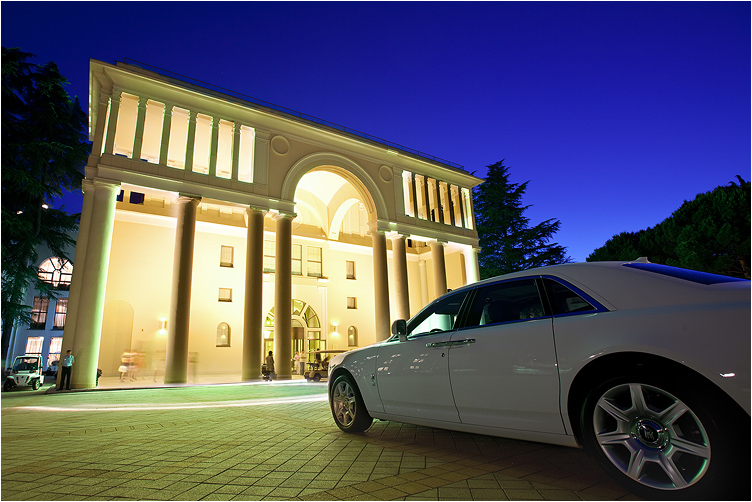
Парадный вход вечером
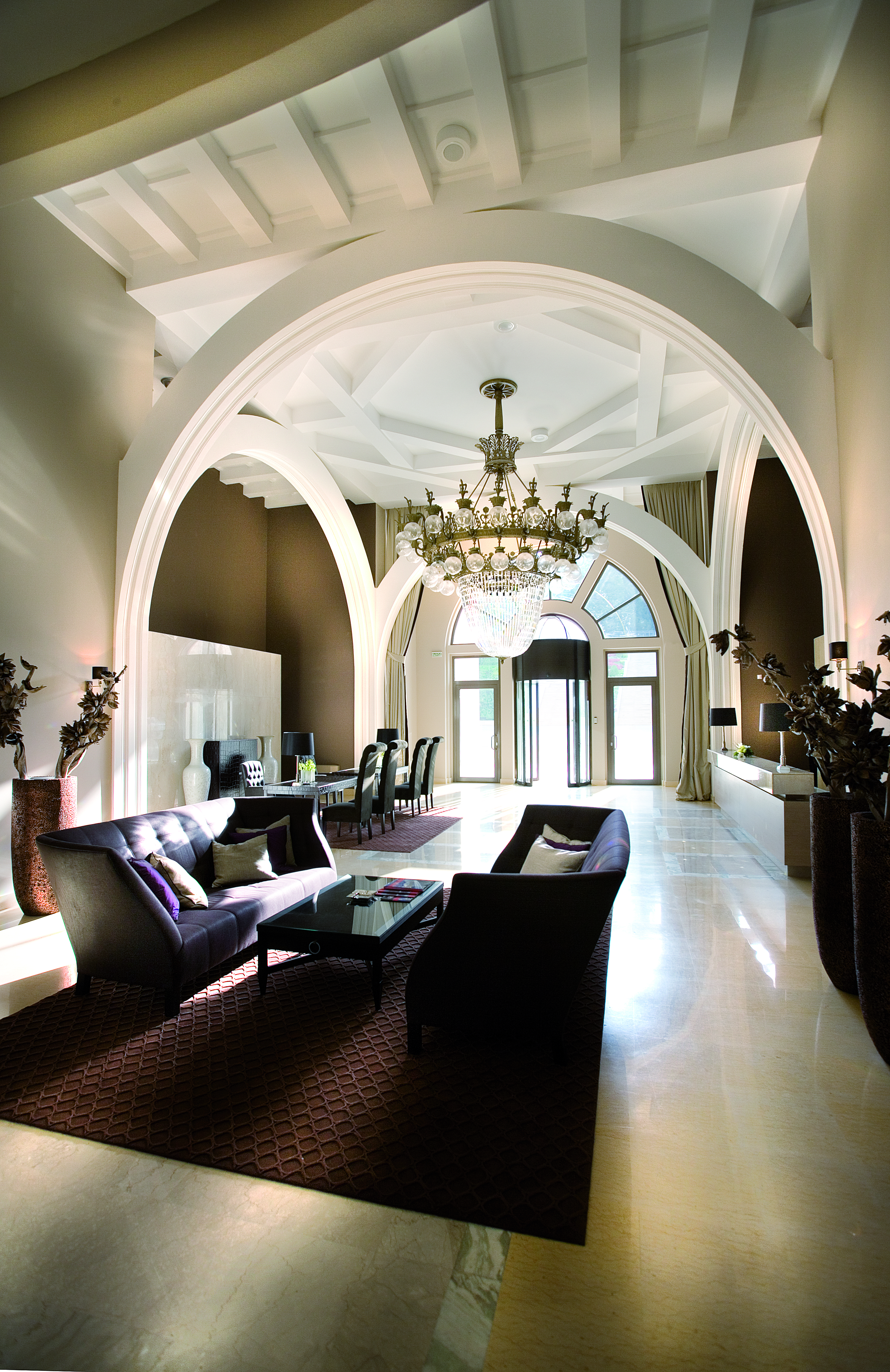
Холл регистрации гостей
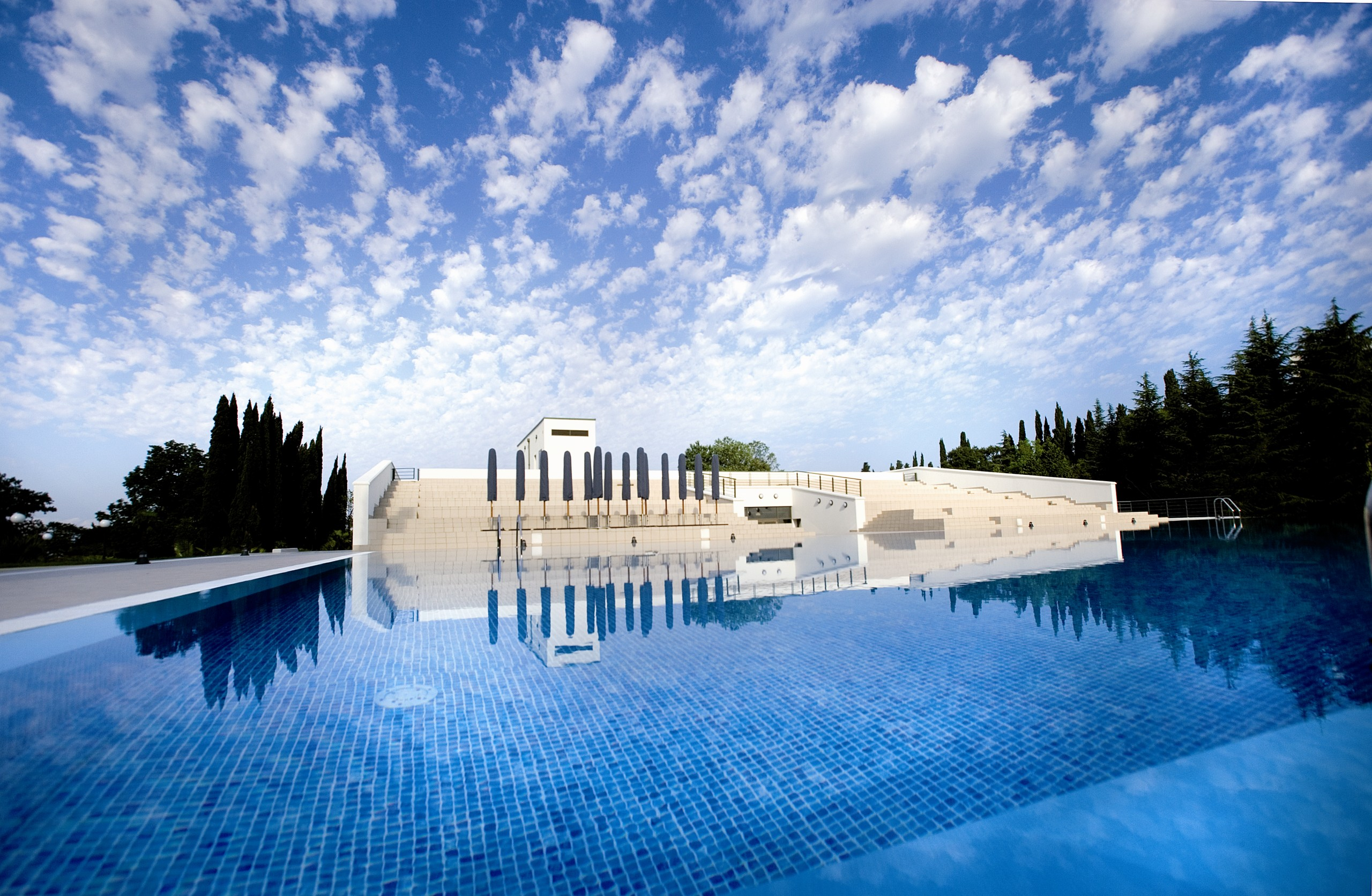
Открытый бассейн
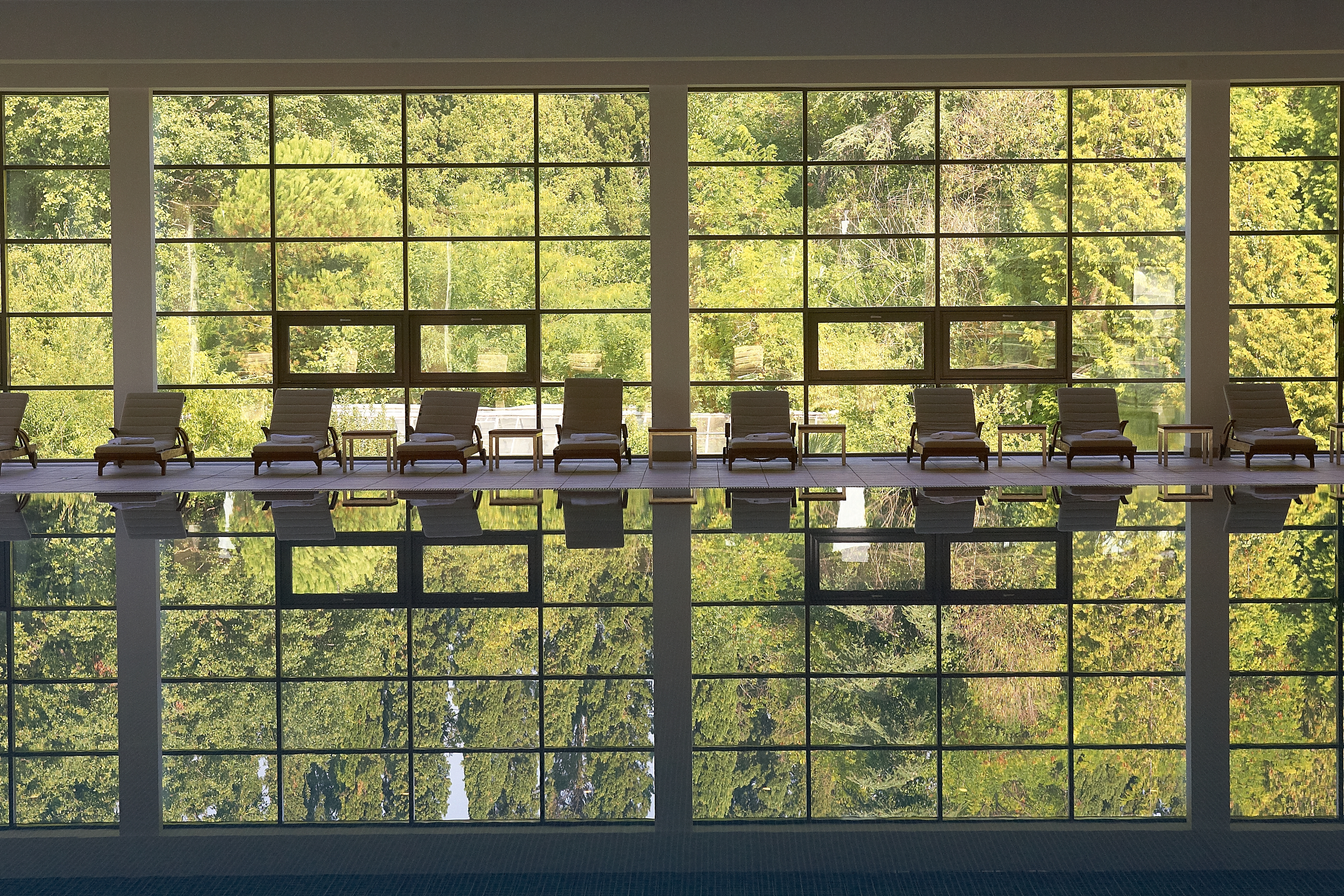
Крытый бассейн